# Bregninge, Ærø kommun
Bregninge är en ort i Region Syddanmark i Danmark. Orten hade 206 invånare (2011). Före 2011 utgjorde Bregninge en egen tätort, men invånarantalet har sedan dess sjunkit under 200 invånare. Den ligger i Ærø kommun på ön Ærø.